# British Rail 10100
A locomotiva 10100 da British Railways foi uma locomotiva a diesel não convencional e experimental conhecida informalmente como The Fell Diesel Locomotive (homenagem ao Tenente Coronel L. F. R. Fell um dos seus designers). Ela foi uma produção conjunta entre as empresas Davey Paxman & Co, Shell Refining & Marketing Co e o Tenente Coronel L. F. R. Fell, construída para e pela London, Midland and Scottish Railway em Derby. Sir Harry Ricardo esteve envolvido neste projeto.

### Leitura recomendada
- Clough, David N. (2011). "4: Mechanical drive". Hydraulic vs Electric: The battle for the BR diesel fleet. Ian Allan. pp. 36–42. ISBN 978-0-7110-3550-8.
- Fell, L. F. R. (1952). "The fell diesel mechanical locomotive". Journal of the Institution of Locomotive Engineers 1911-1970 (Institution of Mechanical Engineers) 42 (227): 223–226. doi:10.1243/JILE_PROC_1952_042_036_02
- "Fell Diesel-Mechanical Locomotive No. 10100" The Engineer 201: 140. 27 de janeiro de 1956